# Hepburn (groupe)
Pour les articles homonymes, voir Hepburn.
Hepburn est un groupe féminin de pop rock britannique. Entre 1999 et 2000, le groupe a sorti un album et trois singles. Leur titre le plus connu reste I Quit qui s'est classé 8e au hit-parade britannique. Ce titre est aussi connu pour faire partie de la bande son de la série télévisée Buffy contre les vampires. Si finalement la chanson n'est pas visible dans la série, elle apparaît par contre dans le premier album : Buffy the Vampire Slayer: The Album.